# Joe Hachem
Joe Hachem (Spreek uit als Ha-shem) (Libanon, 3 november 1966) is een Australisch professioneel pokerspeler. Hij won onder meer het Main Event van de World Series of Poker 2005 (goed voor een hoofdprijs van $7.500.000,-) en de $15.000 World Poker Tour Doyle Brunson North American Poker Classic - No Limit Hold'em van de Fifth Annual Five Diamond World Poker Classic 2006 in Las Vegas (goed voor $2.207.575,-).
Hachem won tot en met juni 2023 meer dan $12.800.000,- in pokertoernooien (cashgames niet meegerekend). Hachems broer Tony is eveneens professioneel pokerspeler.

## Carrière
Hachem kwam op de World Series of Poker 2006 twee keer dicht bij zijn tweede WSOP-titel. Eerst werd hij er tweede in het $ 2.500 Short Handed No Limit Hold'em-toernooi (achter Dutch Boyd) en negentien dagen later vierde in het  $2.500 Pot Limit Hold'em-toernooi.
Hachem won in april 2008 voor het eerst prijzengeld op een toernooi van de European Poker Tour, toen hij elfde werd in het €10.000 No Limit Hold'em - Main Event van de EPT Grand Final in Monte Carlo.

## World Series of Poker bracelets
| Jaar | Toernooi                                           | Prijs      |
| ---- | -------------------------------------------------- | ---------- |
| 2005 | $10.000 No Limit Texas Hold 'em World Championship | $7.500.000 |